# Девета артилерийска бригада
Девета артилерийска бригада е българска артилерийска бригада формирана през 1915 година и взела участие в Първата световна война (1915 – 1918).

## История
Девета артилерийска бригада е формирана през септември 1915 г. в Севлиево, като в състава ѝ влизат 9-и и 19-и артилерийски полкове. През Първата световна война (1915 – 1918) бригадата влиза в състава на 9-а пехотна плевенска дивизия. За командир на бригадата е назначен полковник Михаил Шишков.
При намесата на България във войната щаба на бригадата разполага със следния числен състав, добитък и обоз:
| Числен състав                       | Добитък  | Обоз                                |
| ----------------------------------- | -------- | ----------------------------------- |
| Офицери: 2 Подофицери и войници: 17 | Коне: 10 | Обикновени коли: 1 Товарни коли: 20 |

По-късно командването на бригадата поема полковник Радослав Каменов. Девета артилерийска бригада е разформирана през юни 1919 г.

## Командири
Званията са към датата на заемане на длъжността.
| №  | звание    | име              | дати        |
| -- | --------- | ---------------- | ----------- |
| 1. | Полковник | Михаил Шишков    | 1915 – 1916 |
| 2. | Полковник | Радослав Каменов |             |